# Actinobolinidae
Famille
Les Actinobolinidae sont une famille de Ciliés de la classe des Gymnostomatea et de l'ordre des Spathidiida, ou, selon la classification, de l'ordre des Haptorida.

## Étymologie
Le nom de la famille vient du genre type Actinobolina, dérivé du grec ακτινο- / actino-, « lancer des rayons », βολή- / boli-, « jet de projectile », et du suffixe latin -ina, « relatif à », littéralement « qui lance des rayons », en référence aux tentacules que projette l’animalcule.

## Description
Alfred Kahl décrit sommairement cette famille comme suit : 

« Infusoires ovales, à bouche polaire, ressemblant à des Holophrya, pouvant étendre de fines structures en forme de tentacules. En position distale, ils contiennent une série de trichocystes d'environ 12 μm de long. Lorsqu'ils sont rétractés, les tentacules peuvent être observés à l'intérieur de la cellule par coloration (à l'Hématoxyline) sous forme de longues fibrilles qui s'enroulent en boule au milieu. »

Le même auteur en décrit ensuite deux espèces : 

« Actinobolina radians Stein, 1852 (Belonophrya pelagica André, 1912).

Espèce de forme obovoïde, de taille de 65 à 90 μm. Juste avant sa division transversale, la cellule peut avoir jusqu'à 120 μm de longueur ; immédiatement après sa division elle est presque sphérique. La bouche est quelque peu subpolaire, légèrement saillante entourée de petits trichocystes de 10 à 15 μm de long.
Les cils très fins et denses (longueur 20 μm), sont disposés sur des crêtes spiralées peu saillantes. Entre les cils, à intervalles d’environ 10 μm, se trouvent des tentacules, qui peuvent s’étirer jusqu'à 200 μm ; à leur extrémité se trouve une plage de trichocystes d'environ 12 μm de long. Pour capturer des proies (principalement Halteria ; mais aussi de petits Hypotrichea, comme Stylonychia ou Balladyna) la cellule se met au repos, la bouche vers le bas, s'accroche avec ses tentacules antérieurs. Si une proie heurte l’extrémité d'un trichocyste, elle se retrouve immobilisée et paralysée, l’extrémité du tentacule se collant de manière dite « thigmotactique »). Ensuite, le tentacule se rétracte lentement jusqu'à ne plus mesurer qu'environ 5 μm, la proie est détachée et lentement portée à la bouche par les cils qui s’agitent.
L’ectoplasme est alvéolé ; l’entoplasme, chez les animaux mal nourris de grande taille, est en nid d'abeille. Un macronoyau en forme de saucisse ; probablement plusieurs micronoyaux. Vacuole contractile sous-terminale. Un organite en forme de brosse dorsale s'étend de la bouche à l'extrémité postérieure.
Actinobolina vorax Wenrich, 1929.
Cette espèce, nettement plus grande (100-200 μm), diffère sensiblement d’Actinobolina radians par deux aspects : sa forme ovoïde, c'est-à-dire effilée vers l'avant ; ses stries strictement méridiennes (moins spiralées). 
Elle se nourrit principalement de rotifères du genre Anurea. »

## Habitat
Actinobolina radians est une espèce commune, surtout en été, vivant associée à des plantes du genre Utricularia. Actinobolina vorax a un mode de vie très différent : en effet, c'est une espèce pélagique vivant dans des eaux claires.

## Liste des genres
Selon GBIF (17 décembre 2022) :
- Actinobolina (Stein) Strand, 1928[3]
- Actinobolus
- Belonophrya André, 1914
- Dactylochlamys Lauterborn, 1901

## Systématique
Le nom valide de ce taxon est Actinobolinidae Kahl, 1930. Le nom du genre type, Actinobolus, initialement donné par de Stein en 1867, a dû être modifié par Strand en Actinobolina.